# Landschreiber
Landschreiber ist eine aus der Frühen Neuzeit stammende Amtsbezeichnung. Sie war in Teilen des Heiligen Römischen Reiches und ist heute noch in der Schweiz verbreitet. Je nach Region konnten die Aufgaben variieren.

## Baden
In der Markgrafschaft Baden-Durlach gab es seit dem 16. Jahrhundert Oberämter als Verwaltungsbezirke. Das Oberamt war eine Kollegialbehörde, deren Spitze aus zwei Personen bestand, dem Landvogt und dem Landschreiber. Die Stelle des Landvogts war dem Adel vorbehalten. Sofern sie einmal vorübergehend mit einem Bürgerlichen besetzt war, so hatte dieser den Titel Oberamtsverweser.
Der Landschreiber war nicht nur der Stellvertreter des Landvogts, sondern gleichberechtigtes Mitglied der Leitung des Oberamtes. Die beiden Spitzenbeamten konnten nur gemeinsam entscheiden und wenn keine Übereinstimmung erzielt werden konnte, so musste die Zentralbehörde entscheiden.

## Böhmen
Der Leiter der für die Verwaltung der königlichen Finanzen zuständigen Behörde in Böhmen wurde bis 1745 Kammermeister oder Landschreiber genannt.

## Kurpfalz
Die Landschreiber in der Kurpfalz waren ab dem 14. Jahrhundert für die Erfassung und Verrechnung der landesherrlichen Einkünfte zuständig. Später erhielten sie auch Befugnisse in weiteren Verwaltungsbereichen, besonders der Justiz.

## Westfalen
Im Herzogtum Westfalen war der Landschreiber die Amtsbezeichnung eines hohen Landesbeamten. Seine Aufgaben waren die eines Regierungssekretärs. Ihm oblag der Schriftverkehr der Kanzlei und die Protokollführung bei den Sitzungen von Räten und Landdrosten. Auch beim westfälischen Landtag war er für das Protokoll und die Verlesung der kurfürstlichen Landtagsproposition zuständig. Außerdem hatte er alle amtlichen Schriftstücke auszufertigen. Durch seine nicht klar definierte Stellung kam es nicht selten zu einer Kollision zwischen den landesherrlichen und landständischen Funktionen.

## Kurmainz
Für das Kurfürstentum Mainz sind Landschreiber für den Rheingau und das Eichsfeld nachweisbar, welche der Hofkammer in Mainz unterstanden.

## Schweiz
In einigen Kantonen, die teilweise auf die Länderorte der Alten Eidgenossenschaft zurückgehen – Obwalden, Nidwalden, Zug und Basel-Landschaft –, ist Landschreiber die Bezeichnung für den Leiter der zentralen Stabsstelle der Kantonsregierung und des Kantonsparlaments. In den meisten andern Kantonen wird diese Funktion Staatsschreiber, in einigen wenigen Kantonen Ratschreiber genannt.
Überdies heißen die Schreiber der Bezirke des Kantons Schwyz sowie der Bündner Landschaft Davos Landschreiber.
Zu den Landschreibern in der Alten Eidgenossenschaft siehe den unten verlinkten Artikel aus dem Historischen Lexikon der Schweiz.